# Даугавпилс (посадочная площадка)

Даугавпилс (латыш. Daugavpils lidlauks) — не действующий аэродром города Даугавпилс, бывший военный аэродром — Лоцики, расположен в посёлке Лоцики в 12 км к северо-востоку от центра Даугавпилса.

## История
Аэродром в посёлке Лоцики был построен в 1950-х годах для базирования советских реактивных истребителей Миг-15 (1951—1958), впоследствии заменённых на МиГ-19 (1951—1958), Як-25 (1960—1966), и Як-28П (1966—1981). Основная часть инженерно-технического персонала являлась выпускниками Даугавпилсского высшего военного авиационного инженерного училища, последовательно сменившего несколько названий — ДВАТУ, ДВАРТУ, ДАТУ, ДВАИУ, ДВВАИУ, и проживала в специально построенном военном городке рядом с аэродромом.
В октябре 1951 года на аэродроме был сформирован 372-й истребительный авиационный полк на самолётах МиГ-15. В 1958 году полк переучился на самолёты МиГ-19, а в 1960 году переведен в состав войск ПВО. Полк получил наименование 372-й истребительный авиационный полк ПВО. В 1960 году наряду с МиГ-19 полк получил новые самолёты-перехватчики Як-25, которые эксплуатировал до 1966 года. В 1966 году полк получил Як-28П. В 1977 году полк был возвращен в состав ВВС и стал именоваться 372-й авиационный полк истребителей-бомбардировщиков. С 1981 году в полк стал поступать на вооружение истребитель-бомбардировщик МиГ-27М и позже МиГ-27К. В 1993 году в связи с распадом СССР полк был выведен с территории Латвии и перебазировался на аэродром Борисоглебск, где расформирован.
В 1981 году были проведены масштабные работы по обновлению покрытия ВПП и её расширения до современных 46×2300 м (по другим данным 2500 м). Также модернизации подверглись вспомогательные постройки, склады и прилегающий военный городок. В результате проведённых работ военный аэродром стал соответствовать первому классу и мог принимать все самолёты советского производства вплоть до Ан-22 «Антей» и Ил-76.
Инфраструктура аэропорта представляла собой две параллельных взлётно-посадочных полосы (бетонная и грунтовая), рулёжные дорожки, несколько стоянок и здания. До конца 1994 года с этого аэродрома взлетали большегрузные самолёты Ан-22 (Антей) и Ил-76.

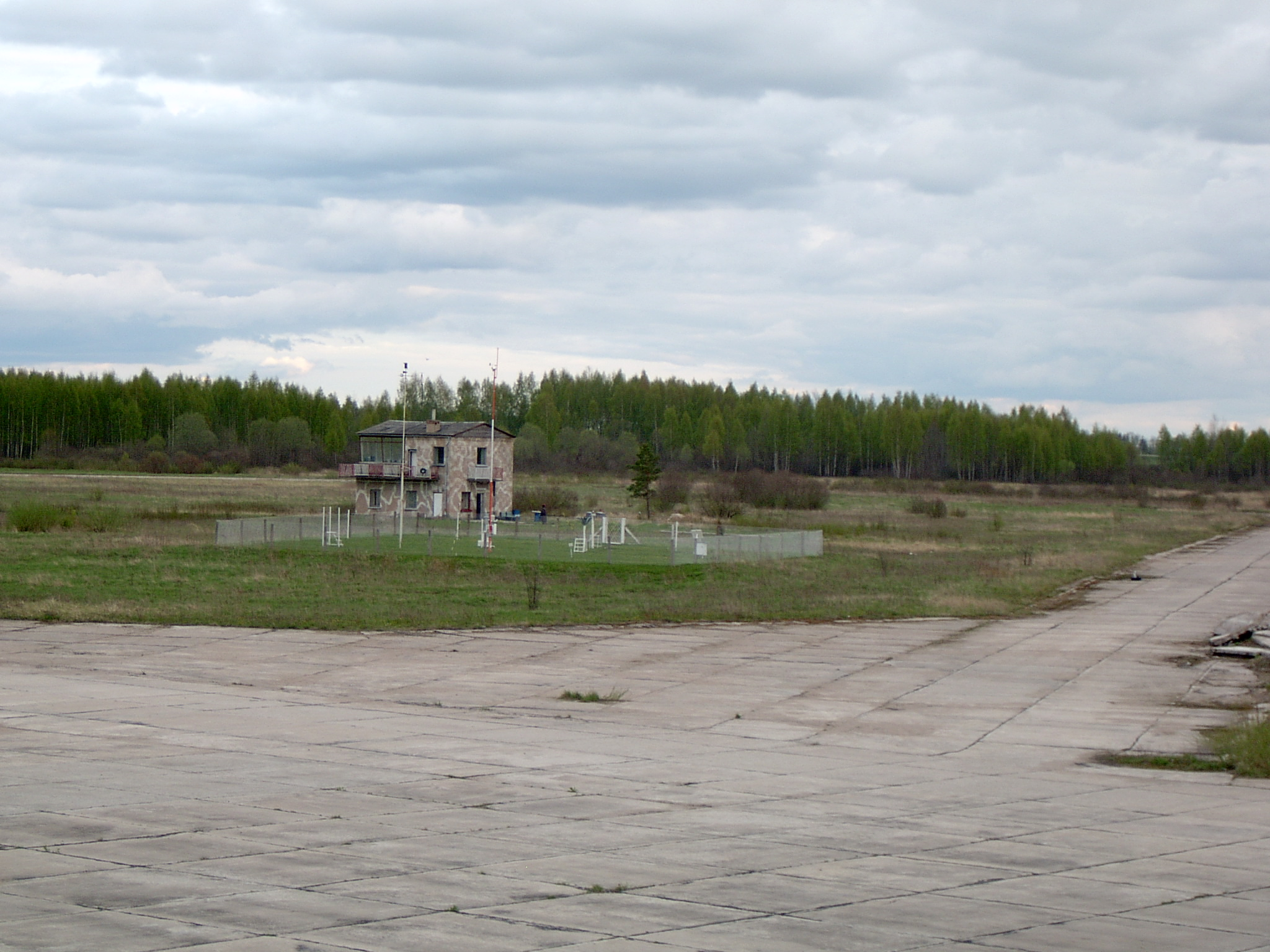
Метеостанция на аэродроме

В конце 90-х годов короткое время аэродром использовался для пассажирских перевозок, выполнялись рейсы в Ригу, Копенгаген и Лиепаю. После чего аэропорт прекратил своё существование, а его здание использовалось как кафе «Пилот». В середине лета 2010 г. часть ВПП и рулёжных дорожек была разобрана на плиты. В настоящее время все объекты аэропорта находятся в нерабочем состоянии, большинство из них разрушены, недавно ещё работавшая метеостанция уничтожена пожаром.
После распада СССР аэродром переходил в собственность районного совета, позже Науенской волости Латвии и фирмы Latavio — наследницы советского Аэрофлота. В 1999 г. было образовано юридическое лицо SIA «Latgales Avio» во главе с Виктором Колотовым, планировавшим уже в 2002 г. провести необходимую сертификацию и восстановить пассажирское сообщение на линии Лиепая-Даугавпилс — Москва (Внуково) самолётами типа Як-40 и Ту-134. Предполагаемая стоимость восстановительных работ составляла 1 млн долларов США, а срок окупаемости оценивался в 4 года. Однако средства не были найдены и работы не начались.
В 2005 г. решением Даугавпилсской городской думы было образовано муниципальное предприятие SIA «Daugavpils lidosta», которое в 2006 г. выкупило у SIA «Latgales Avio» расположенные под аэропортом 231,77 га земли со всеми постройками за 1 074 000 латов (1 528 165 Евро) из городского бюджета, для чего Думе Даугавпилса пришлось взять кредит со сроком погашения в 2021 г. Вместе с процентами по кредиту стоимость аэропорта составила порядка 2.1 млн. Евро. Расходы по содержанию аэропорта оцениваются на уровне 140 000 Евро в год.
Летом 2007 проводились работы по восстановлению взлетно-посадочной полосы, а в декабре полоса длиной 1000 метров и шириной в 23 метра была сертифицирована. Аэродром получил право принимать некоммерческие рейсы, выполняемые на небольших самолётах типа Cessna и Piper. Руководство планировало использовать этот факт для привлечения инвесторов и развития аэропорта. Тем не менее, источники финансирования найдены не были, а проект не был включен в семилетний национальный план развития на 2014 −2021 годы.
В 2014 году Даугавпилсская дума была вынуждена увеличить основной капитал предприятия «Daugavpils lidosta» ещё более чем на 170 000 евро в связи с оплатой земельного налога и процентов по кредиту. По последним данным основной капитал SIA «Daugavpils lidosta» составляет 2 181 709 Евро.
В 2015 году был аннулирован сертификат летного поля, разрешавший полеты, однако попытки реанимировать проект по возрождению аэропорта Думой Даугавпилса не прекращались. 27 июля 2017 г. на заседании городской думы был представлен доклад, из которого следует, что восстановление аэропорта, не смотря на все предпринимаемые усилия, практически невозможно. Также была озвучена готовность продать аэропорт за 2,1 млн. Евро и, по словам Председателя городской думы Даугавпилса в 2001—2003 и 2009 гг., а в 2017—2018 гг. Мэра Даугавпилса Рихарда Эйгима «…отдать и забыть про него…».
Начиная с 2005 года проект развития аэропорта находится в активной стадии поиска потенциальных инвесторов. Цель данного проекта — создание Даугавпилсского международного аэропорта с возможностью принятия как региональных, так и международных авиарейсов, в том числе грузовых и чартерных.
Восстановление международного и регионального аэропорта поможет с развитием экономики, культуры, транспортной инфраструктуры и с привлечением инвестиций не только в Даугавпилс, но и во всём регионе, что связано в том числе с географическим положением города у восточной границы Европейского союза, вблизи границ Белоруссии, России и Литвы.
В 2020 году была достигнута политическая поддержка включения реконструкции Даугавпилсского аэропорта в Национальный план развития до 2027 года.
Чтобы начать разработку строительного проекта, в мае 2021 года Даугавпилсская дума приняла решение взять кредит на четыре года в размере одного миллиона евро. Планируемые затраты на проект оценивались в 65 миллионов евро, однако мэр Даугавпилса Андрей Элксниньш сразу после своего избрания предложил приостановить инвестиционный проект по разработке строительной документации.
Тем не менее, в сентябре 2021 года Даугавпилсская городская дума решила взять кредит в размере 130 тысяч евро на разработку строительного проекта индустриального парка рядом со старым аэродромом в Даугавпилсе.